# Herdís Sveinsdóttir

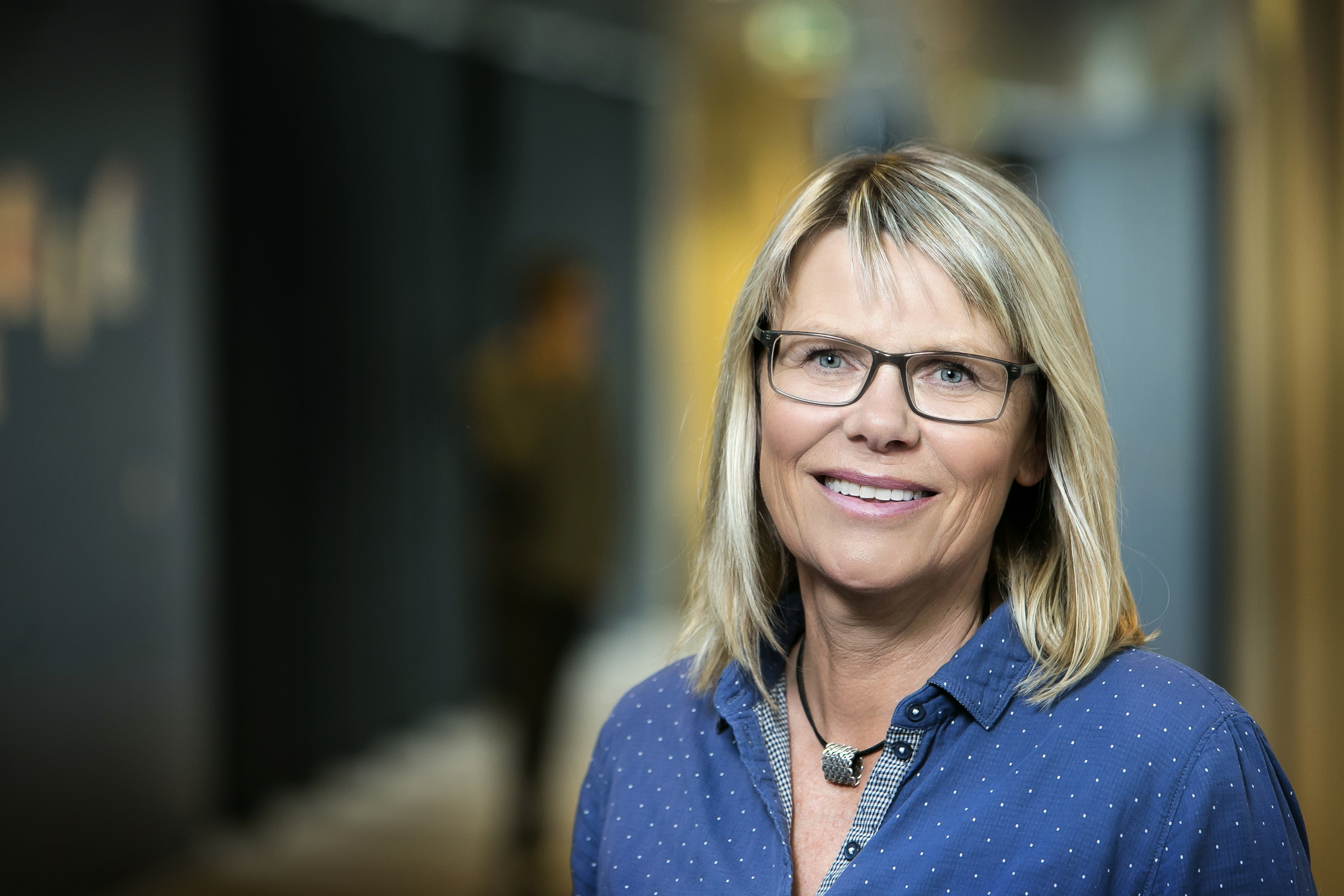
Herdís Sveinsdóttir (2016)

Herdís Sveinsdóttir (* 2. Mai 1956 in Reykjavík, Island) ist eine isländische Pflegewissenschaftlerin und Professorin für chirurgische Pflege an der Universität von Island (Háskóli Íslands).

## Leben
Herdís Sveinsdóttir verbrachte in ihrer Kindheit und Jugend mehrere Sommer auf einem Einödhof in Island. Sie beendete ihr Pflegestudium an der Universität Island im Jahr 1981 mit dem akademischen Titel eines Bachelor of Nursing. Im Jahr 1987 folgte der Masterabschluss (M.Sc. in Surgical Nursing) an der „University of Michigan“, Ann Arbor, USA. In ihrer Masterarbeit beschäftigte sie sich mit dem „Prämenstruellen Syndrom (PMS)“. Zwischen 1987 und 1994 war sie Krankenschwester am „Nationalen Krankenhaus von Island“ („Landspítali“) und begann parallel, an der Universität von Island zu arbeiten. Im Jahr 2000 erfolgte die Promotion im schwedischen Umeå mit einer Feldstudie zum „Prämenstruellen Syndrom“ bei Frauen in Island. Zwischen 1991 und 2005 war Herdís Sveinsdóttir außerplanmäßige Professorin für Pflegewissenschaft der Universität Island, seit 2005 ist sie Professorin für Pflege- und Hebammenwissenschaft daselbst in einer kombinierten Position mit dem Nationalen Universitätskrankenhaus „Landspítali“ (Denomination Chirurgische Pflege). Zwischen 2017 und 2022 war sie Dekanin dieser Fakultät und folgte damit Helga Jónsdóttir. Zwischen 1999 und 2003 war sie zudem Präsidentin des „Isländischen Berufsverbandes für Pflege“ („Icelandic Nurses Association“/„félag íslenskra hjúkrunarfræðinga“) sowie zwischen 1999 und 2004 Vorstandsmitglied der „Nordic Nurses Federation (NNF)“. Von 2003 bis 2008 bekleidete sie das Amt der Vorsitzenden des „Isländischen Pflegeforschungsinstituts“ („Icelandic Research Institute of Nursing“). Sie war Vorsitzende der „Workgroup of European Nursing Reseachers (WENR)“ zwischen 2008 und 2012. Hier arbeitete sie zu Fragen der Patientensicherheit und der nosokomialen Infektionen.
Herdís Sveinsdóttir studierte von 1977 bis 1978 sowie 1982 Literaturwissenschaften an der Universität Island. Außerdem erwarb sie den Privatpilotenschein ab der „Icelandic Flight Academy“.

## Forschungsschwerpunkte
Herdís Sveinsdóttir beschäftigt sich hauptsächlich mit dem Prämenstruellen Syndrom sowie der Gesundheit von Frauen. Auch der Gesundheitszustand von Operationspatienten sowie die Gesundheit am Arbeitsplatz von Pflegestudierenden und Pflegenden gehören zu ihrem Forschungsbereich.

## Familie
Herdís Sveinsdóttir ist die Tochter des Rechtsanwalts Sveinn Finnsson (1920–1993) und der Geschäftsfrau Herdís Sigurðardóttir. Sie ist mit Rolf. E. Hansson, einem Spezialisten für Parodontitis, verheiratet und hat vier Kinder und sechs Enkelkinder.

## Publikationen (Auswahl)

### Gynäkologie
- Sveindóttir, H. & Bäckström, T. (2000). Prevalence of menstrual cycle symptom cyclicity and premenstrual dysphoric disorder in a random sample of women using and not using oral contraceptives. In: Acta Obstetricia et Gynecologica Scandinavica, 79, 405-13. Abstract
- Sveinsdóttir, H., Lundman, B. & Norberg, A. (2002). Whose voice? Whose experiences?  Women’s qualitative accounts of general and private discussion of premenstrual syndrome. In: Scandinavian Journal of Caring Sciences, 16, 414–423.
- Sveinsdóttir, H. (2017). The role of menstruation in women′s objectification: a questionnaire study. In: Journal of Advanced Nursing. 73(6), 1390–1402. Abstract

### Ergonomie
- Sveinsdóttir, H., Biering, P. and Ramel, A. (2006). Occupational Stress, Job Satisfaction, and Working Environment Among Icelandic Nurses. In: International Journal of Nursing Studies., 43, 875–889.
- Sveinsdottir, H. (2006). Self-assessed quality of sleep, occupational health, working environment, illness experience and job satisfaction of female nurses working different combination of shifts. In: Scandinavian journal of caring sciences. 20; 229–237.
- Sveinsdottir, H., Flygenring, B.G., Svavarsdottir, MH., Thorsteinsson, H., Kristofersson, GK., Bernhardsdottir, J., & Svavarsdóttir, EK. (2021). Predictors of University Nursing Student Burnout During the COVID-19 Pandemic: A Cross-Sectional Study. In: Nurse Education Today, 106 (NOV 2021).

### Chirurgie
- Sveinsdóttir, H., Zoëga, S., Ingadóttir, B. & Blöndal, K. (2021). Symptoms of anxiety and depression in surgical patients at the hospital, six weeks and six months’ post-surgery: a questionnaire study. In: NursingOpen, 8 (1).
- Sveinsdottir, H., Borgthorsdottir, T., Asgeirsdottir, MT, Albertsdottir, K. og Ásmundsdóttir, L. B. (2014). Recovery After Same-Day Surgery in Patients Receiving General Anesthesia: A Cohort Study Using the Quality of Recovery-40 Questionnaire, In: Journal of Perianesthesia Nursing, 31, 6, 475–484.

## Videoclip
- YouTube: Alvalegur Skortur á Hjúnkunarfrædingum, Herdís Sveinsdóttir im Interview Link